# Cornelis en Catalijne Pronk
Cornelis en Catalijne Pronk waren twee typetjes die gespeeld werden door Kees van Kooten en Wim de Bie en kwamen voor in meerdere sketches in afleveringen van het televisieprogramma Krasse Knarren en Van Kooten en de Bie in 1994, 1997 en 1998.
Het was een echtpaar die het krijgen van kinderen steeds voor zich uitgeschoven had. In een sketch werden ze "spiritual parents" omdat ze een foster parents kind uit Zaïre in Afrika hadden geadopteerd, maar het nog nooit in het echt gezien hadden. Het jongetje, dat ze Patrick noemde, stuurde het echtpaar een tekening met daar mogelijk een soldaat op. Catalijne is hierdoor emotioneel en overstuur omdat overal geweld is. Cornelis geeft zijn vrouw daarom geregeld een corrigerende tik.
In een andere sketch hebben ze zich aangemeld voor een proefproject als proefouders voor kinderpsycholoog R.van Malen en krijgen drie maanden een pop mee naar huis waarvan alles wordt geregistreerd met een camera. De wijze van verzorging van de pop door de proefouders deed Van Malen besluiten de proef te staken.